# Piotr Hemperek

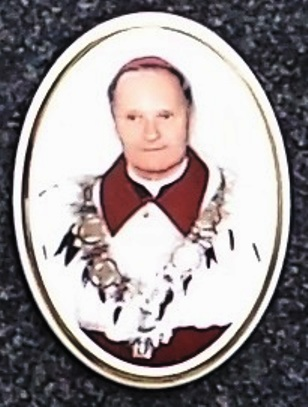
Porträt von Piotr Hemperek auf seinem Grab in Lublin

Piotr Hemperek (* 28. Juni 1931 in Ignaców; † 4. Juli 1992 in Zakopane) war ein polnischer römisch-katholischer Geistlicher und Weihbischof in Lublin.

## Leben
Piotr Hemperek besuchte die Grundschule in seinem Heimatort und später das Stanisław-Staszic-Gymnasium in Lublin. Nachdem Hemperek 1950 das Abitur erlangt hatte, studierte er Philosophie und Katholische Theologie am Priesterseminar in Lublin. Am 17. Dezember 1955 empfing er durch den Bischof von Lublin, Piotr Kałwa, das Sakrament der Priesterweihe. Nach weiterführenden Studien erwarb er 1958 an der Katholischen Universität Lublin einen Magister im Fach Kanonisches Recht.
Hemperek war zunächst als Notar an der Diözesankurie des Bistums Lublin und als stellvertretender Redakteur der Kirchenzeitung Wiadomości Diecezjalne Lubelskie („Lubliner Diözesannachrichten“) tätig. Daneben wurde er 1961 an der Katholischen Universität Lublin mit der Arbeit Sprawa zakonów w Polsce w wieku oświecenia („Die Frage der Ordensgemeinschaften in Polen im Zeitalter der Aufklärung“) im Fach Kanonisches Recht promoviert. 1963 wurde Piotr Hemperek Mitarbeiter am Lehrstuhl für Vergleichende Rechtswissenschaft der Katholischen Universität Lublin und 1973 Assistenzprofessor für polnisches Kirchenrecht. Daneben wirkte er als Sekretär der Redaktion der Schriftenreihe Roczniki Teologiczno-Kanoniczne („Jahrbücher für Theologie und Kirchenrecht“) und als Vorsitzender der Disziplinarkommission der Katholischen Universität Lublin. Nachdem Hemperek 1974 mit der Arbeit Oficjalat okręgowy w Lublinie XV–XVIII w. Studium z dziejów organizacji i kompetencji sądownictwa kościelnego („Das Offizialat in Lublin vom XV. bis XVIII. Jahrhundert. Eine Studie über die Geschichte der Organisation und der Zuständigkeiten der kirchlichen Gerichtsbarkeit“) an der Katholischen Universität Lublin im Fach Kanonisches Recht habilitiert worden war, wurde er Assistenzprofessor und 1978 schließlich außerordentlicher Professor für Quellengeschichte und öffentliches Kirchenrecht. Zudem lehrte er ab Oktober 1974 ebenfalls am Priesterseminar in Lublin. Darüber hinaus fungierte Hemperek von 1973 bis 1974 als Prodekan und von 1974 bis 1977 als Dekan der kirchenrechtlichen Fakultät sowie von 1977 bis 1980 als Prorektor der Katholischen Universität Lublin.
Am 7. Mai 1982 ernannte ihn Papst Johannes Paul II. zum Titularbischof von Equilium und zum Weihbischof in Lublin. Der Bischof von Lublin, Bolesław Pylak, spendete ihm am 30. Mai desselben Jahres in der Johanneskathedrale in Lublin die Bischofsweihe; Mitkonsekratoren waren der Bischof von Siedlce, Jan Mazur, und der Weihbischof in Lublin, Zygmunt Kamiński. Als Weihbischof war Piotr Hemperek zudem als Generalvikar des Bistums Lublin und als Archidiakon des Lubliner Domkapitels tätig. Außerdem lehrte er bis 1989 weiterhin am Priesterseminar in Lublin. Ferner war Hemperek von 1983 bis 1988 Rektor der Katholischen Universität Lublin.
Piotr Hemperek starb am 4. Juli 1992 während eines Urlaubs in Zakopane und wurde auf dem Friedhof an der Lipowa-Straße in Lublin beigesetzt.

## Schriften
- Sprawa zakonów w Polsce w wieku oświecenia. Lublin 1961.
- Stanowisko prawne konferencji biskupów. In: Prawo Kanoniczne. Band 13, Nr. 1–2, 1970, S. 21–48.
- Międzynarodowa współpraca biskupów i Konferencji Biskupich. In: Prawo Kanoniczne. Band 14, Nr. 1–2, 1971, S. 61–73.
- Reforma święceń niższych i subdiakonatu. In: Prawo Kanoniczne. Band 16, Nr. 3–4, 1973, S. 209–228.
- Oficjalat okręgowy w Lublinie XV–XVIII w. Studium z dziejów organizacji i kompetencji sądownictwa kościelnego. Katolicki Uniwersytet Lubelski, Lublin 1974, OCLC 255536379.
- Kanonistyka polska w 60-leciu wolnej Polski (1918–1978). In: Prawo Kanoniczne. Band 24, Nr. 1–2, 1981, S. 41–77.
- Sprawa egzempcji zakonów w okresie oświecenia. In: Prawo Kanoniczne. Band 25, Nr. 1–2, 1982, S. 151–163.
- Komentarz do kodeksu prawa kanonicznego z 1983. Band 3: Ks. 3, Nauczycielskie zadanie Kościoła. Ks. 4, Uświęcające zadanie Kościoła. Wydawnictwo Katolicki Uniwersytet Lubelski, Lublin 1986, ISBN 978-83-228-0056-0.
- Komentarz do kodeksu prawa kanonicznego z 1983. Band 2,3: Instytuty życia konsekrowanego i stowarzyszenia życia apostolskiego. Wydawnictwo Katolicki Uniwersytet Lubelski, Lublin 1990, OCLC 632015967.
- Piotr Hemperek, Wojciech Góralski: Historia źródeł i nauki prawa kanonicznego. Katolicki Uniwersytet Lubelski, Lublin 1995, ISBN 978-83-228-0448-3.